# 第一利曼 (哈爾科夫州)
49°47′29″N 37°42′7″E / 49.79139°N 37.70194°E
第一利曼（烏克蘭語：Лиман Перший）是位於烏克蘭東部的村莊，由哈爾科夫州庫皮揚斯克區的德沃里奇纳市镇負責管轄。該村始建於1922年，面積1.01平方公里，海拔高度91米，2001年人口280，人口密度每平方公里276.7人。